# Jan Slavíček (cyklista)
Jan Slavíček (* 14. srpna 1969 v Kolíně) je český cyklista a cyklistický trenér.

## Závodní kariéra
Jako závodník začínal v Lokomotivě Praha. Věnoval se především cyklokrosu a poté horským kolům. V roce 1986 se stal juniorským mistrem ČSR v cyklokrosu a na začátku devadesátých let patřil k nejlepším českým bikerům (vítěz ČSP 1991, mistr ČSR 1992, 16. místo na MS 1993).

## Trenérská kariéra
Po ukončení aktivní závodní kariéry se začal věnovat trenérské práci. Vystudoval FTVS, je diplomovaným trenérem cyklistiky. Jeden rok vedl tým CCC Polsat, kde tehdy působila pozdější olympijská medailistka Maja Wloszoczowska. Vybudoval od základu jeden z nejsilnější českých bikových a cyklokrosových týmů Scott Scania team Kolín – v současnosti Remerx Merida team Kolín. Jaroslava Kulhavého přivedl k juniorským titulům mistra světa i Evropy. K dalším jeho kolínským odchovancům patří Milan Vočadlo či Tomáš Paprstka. Na základě dobrých trenérských výsledků v klubu mu byla nabídnuta pozice v reprezentaci, v roce 2008 převzal po Jiřím Lutovském trénování české reprezentace, kde působil až do roku 2012.
Mimo závodní a trenérské činnosti společně se svým kolegou Michalem Čepičkou navázal i na organizátorskou práci Miloše Fišery, když v roce 2005 obnovili tradici kolínských cyklokrosů, které přenesli ze Štítar do Borků a pravidelně se zde každý rok pod jejich vedením pořádá jeden ze závodů TOI-TOI CUP (ČP v cyklokrosu) pod názvem "Velká cena města Kolína".